# Сподня Ябланиця
Сподня Ябланиця (словен. Spodnja Jablanica) — поселення в общині Шмартно-при-Літії, Осреднєсловенський регіон, Словенія. 
Висота над рівнем моря: 276,7 м.